# Pediasia
Pediasia is een geslacht van vlinders uit de familie grasmotten (Crambidae). De wetenschappelijke naam van het geslacht is voor het eerst geldig gepubliceerd in 1825 door Jacob Hübner.
De typesoort is Tinea fascelinella Hübner, 1813

## Synoniemen
- Carvanca Walker, 1856

## Soorten
- P. abbreviatellus Walker, 1866
- P. agnaki Klots, 1942
- P. alaicus Rebel, 1907
- P. altaicus Staudinger, 1900
- P. amandusella Błeszyński, 1969
- P. angulilinea Warren, 1914
- P. aridalis Hampson, 1900
- P. aridella - Geaderde grasmot (Thunberg, 1788)
- P. aridelloides Bleszynski, 1965
- P. batangensis Caradja, 1939
- P. bizonelloides Bleszynski, 1966
- P. bizonellus Hampson, 1895
- P. bolivarellus (A. Schmidt, 1930)
- P. browerellus Klots, 1942
- P. cistites (Meyrick, 1934)
- P. contaminella - Oranjebruine grasmot (Hübner, 1796)
- P. desertellus (Lederer, 1855)
- P. dolichanthia
- P. dorsipunctellus Kearfott, 1908
- P. echinulatia
- P. ematheudellus (de Joannis, 1927)
- P. epineurus (Meyrick, 1883)
- P. fascelinella - Grote grasmot (Hübner, 1813)
- P. ferruginea Błeszyński, 1963
- P. figuratellus (Walker, 1866)
- P. fulvitinctellus (Hampson, 1896)
- P. georgella Kozakevich, 1978
- P. gertlerae Błeszyński, 1969
- P. gregori Roesler, 1975
- P. gruberella Bleszynski, 1969
- P. hispanica Błeszyński, 1956
- P. hubneri Bleszynski, 1952
- P. huebneri Błeszyński, 1954
- P. jecondica Błeszyński, 1965
- P. jucundellus (Herrich-Schäffer, 1847)
- P. kasyi Ganev, 1982
- P. kuldjaensis (Caradja, 1916)
- P. laciniellus Grote, 1880
- P. lederei
- P. ledereri Bleszynski, 1953
- P. lidiella
- P. lucrecia Błeszyński, 1969

- P. luteella (Denis & Schiffermüller, 1775)
- P. matricella (Treitschke, 1832)
- P. melanerges (Hampson, 1919)
- P. mexicana Bleszynski, 1967
- P. mutabilis Clemens, 1860
- P. naumanni Błeszyński, 1969
- P. nephelostictus (de Joannis, 1927)
- P. niobe Błeszyński, 1962
- P. numidellus (Rebel, 1903)
- P. ochristrigellus Hampson, 1895
- P. palmitiellus Chrétien, 1915
- P. paraniobe Błeszyński, 1969
- P. pectinicornis (Rebel, 1910)
- P. pedriolellus (Duponchel, 1836)
- P. perselloides
- P. persellus (Toll, 1947)
- P. phrygius Fazekas, 1990
- P. pseudopersella Błeszyński, 1959
- P. pudibundellus (Herrich-Schäffer, 1852)
- P. radicivitta
- P. radicivittus Filipjev, 1927
- P. ramexita Błeszyński, 1965
- P. reosleri Bleszynski, 1969
- P. ribbeellus (Caradja, 1910)
- P. rotundiprojecta Li & Li, 2011
- P. sajanella
- P. scolopendra Błeszyński, 1969
- P. serraticornis (Hampson, 1900)
- P. siculellus (Duponchel, 1836)
- P. simiensis Błeszyński, 1962
- P. simpliciellus Kearfott, 1908
- P. sinevi
- P. steppicolellus (Zerny, 1914)
- P. strenua Bassi, 1992
- P. subepineura Błeszyński, 1953
- P. subflavellus (Duponchel, 1836)
- P. sujanellus Caradja, 1925
- P. trisecta Walker, 1856
- P. truncatellus (Zetterstedt, 1839)
- P. walkeri Bleszynski, 1962
- P. wittei Bleszynski, 1969
- P. yangtseella
- P. yangtseellus Caradja, 1939
- P. zellerellus (Staudinger, 1899)